# Sybra roepstorffi
Sybra roepstorffi är en skalbaggsart som beskrevs av Stefan von Breuning 1964. Sybra roepstorffi ingår i släktet Sybra och familjen långhorningar. Inga underarter finns listade i Catalogue of Life.